# Dietz-Otto Edzard
Pour les articles homonymes, voir Edzard.
Dietz-Otto Edzard (D. O. Edzard), né le 28 août 1930 à Brême (Allemagne) et mort le 2 juin 2004 à Munich (Allemagne), est un historien allemand, spécialiste du Proche-Orient ancien, également grammairien de la langue sumérienne.

## Biographie
Otto Edzard grandit dans sa ville natale de Brême. En 1950/1951, il est inscrit à l'école d'interprètes de Heidelberg. Passionné par les langues et l'histoire, il étudie le français, le turc, l'assyriologie, l'histoire sémitique et l'histoire ancienne à l'université de Paris (1951-1952) et à l'université Ruprecht-Karls de Heidelberg (1952-1955)  où il poursuit des études orientales et sémitiques. Ses professeurs à Paris sont René Labat et Louis Bazin (1920-2011) et à Heidelberg, Adam Falkenstein, ainsi que Hans Schaefer. En 1955, Edzard obtient son doctorat avec sa thèse Die „zweite Zwischenzeit“ Babyloniens, publiée deux ans plus tard et pour laquelle il reçoit le prix de la médaille de l'université de Heidelberg. Il y démontre que les études historiques ne peuvent être fondées que sur de vastes connaissances philologiques.
Les années suivantes, Edzard travaille à Bagdad à l'Institut archéologique allemand (DAI). Comme épigraphiste, il acquiert de l'expériences lors de fouilles à Uruk. En outre, son grand intérêt pour l'arabe-irakien y émerge. Des années plus tard, il écrit un article à ce sujet dans le magazine de la Société orientale allemande (Deutsche Morgenländische Gesellschaft). Par la suite, Edzard devient membre de la Deutsche Forschungsgemeinschaft (Fondation allemande pour la recherche) à Vienne où il est assistant de Wolfram von Soden dans le cadre de la préparation du dictionnaire Akkadisches Handwörterbuch (de). En 1960, il étudie l'assyriologie à l'université Ludwig-Maximilians de Munich.
Il refuse des postes aux universités de Harvard (1960/61), de Bochum (1966), de Baltimore (1967) et de Fribourg (1972).
Le travail d'Edzard se concentre sur les anciennes langues sumérienne et akkadienne du Proche-Orient. Ses travaux sur la formation des mots sumériens et des phrases verbales ont donné une impulsion dans ce domaine. En plus de ses recherches, Edzard publie diverses éditions de sources, notamment sur des documents juridiques et commerciaux. Quand un grand nombre de documents furent trouvés lors de fouilles effectuées entre 1974 et 1976 dans l’ancienne ville mésopotamienne d’Ebla, Dietz-Otto Edzard donne une impulsion décisive à la recherche sur cette ville. Edzard communique ses résultats de recherche à un large public, notamment dans le Fischer Weltgeschichte (de), le Kleine Pauly (de), la Neue Deutsche Biographie, l'Encyclopædia Britannica et le Kindlers Literatur Lexikon.
Une version étendue de son travail est publiée en 2000 dans une bibliographie du Zeitschrift für Assyriologie und Vorderasiatische Archäologie comprenant 14 monographies, 115 essais et contributions ainsi que plus de 400 articles lexicographes, 167 critiques de livres, annotations et traductions du français et du russe.
En outre, Edzard est également actif en tant qu'éditeur, tel que du Hethitischen Handwörterbuch ou, de 1982 à 2000, (co-éditeur depuis 1971) au Zeitschrift für Assyriologie und Vorderasiatische Archäologie. L'édition la plus importante est la rédaction du Reallexikons der Assyriologie und Vorderasiatischen Archäologie, qu'il a supervisé de 1972 à 2004. En 1970, Edzard organise à Munich la 18e Rencontre assyriologique internationale, le congrès annuel international des assyriologues.
Dietz-Otto Edzard est membre correspondant de la DAI depuis 1961, membre étranger de l'Académie royale des sciences des Pays-Bas depuis 1976, membre honoraire de l'American Oriental Society depuis 1978, membre titulaire de l'Académie bavaroise des sciences depuis 1992 et, depuis 1996, membre étranger de l'American Philosophical Society.
Edzard avait tendance à collectionner des grammaires du monde entier. Il parlait plusieurs langues et en apprenait toujours de nouvelles, comme le mongol et le yiddish.

## Publications
- "Gilgames und Huwawa" Zwei Versionen der sumerischen Zedernwaldepisode nebst einer Edition von Version, 1993
- (en) The Royal inscriptions of Mesopotamia, Early periods, vol. 3/1, Gudea and His Dynasty, Toronto, 1997 (inscriptions royales des débuts de la Mésopotamie)
- (en) Sumerian Grammar, Handbuch der Orientalistik (de), Brill, 2003
- Geschichte Mesopotamiens: Von den Sumerern bis zu Alexander dem Großen, 2004
- Mesopotamien: die altbabylonische Zeit, Academic Press Fribourg et Vandenhoeck & Ruprecht, OBO 160-4, 2004 (avec D. Charpin et M. Stol)
- Die Orts- und Gewässernamen der Päsargonischen und sargonischen Zeit

Parmi ses derniers travaux figure un essai de 55 pages sur la littérature et la religion babyloniennes anciennes publié par l'Académie tchèque des sciences en 2005.